# Oleksovičky
Oleksovičky (německy Klein Olkowitz) je malá vesnice, část obce Slup v okrese Znojmo. Nachází se při Dyjsko-mlýnském náhonu necelý kilometr vsv. od Slupu a 15 km jihovýchodně od Znojma. Je zde evidováno 40 adres. Trvale zde žije 77 obyvatel.
Oleksovičky je také název katastrálního území o rozloze 2,98 km2.
Na návsi je sousoší nejsv. Trojice a kaple svatého Cyrila a Metoděje.